# Pleurorthotrichum chilense
Pleurorthotrichum chilense är en bladmossart som beskrevs av Brotherus 1905. Pleurorthotrichum chilense ingår i släktet Pleurorthotrichum och familjen Orthotrichaceae. Inga underarter finns listade i Catalogue of Life.